# Estoy contigo
«Estoy contigo» es una canción de la banda de pop española La Oreja de Van Gogh. La canción es el primer track de su séptimo disco El planeta imaginario. Fue el segundo avance del disco tras el lanzamiento de «Verano», la canción se estrenó el 7 de octubre de 2016 junto al inicio de las reservas en línea. Es una canción emotiva, la más larga del disco, y trata sobre la enfermedad Alzheimer.
Según la revista española Cultura Diversa «Estoy contigo» fue una de las mejores canciones durante el año 2016 
Un año después se publicó el videoclip  donde colaboran con otros artistas como Ana Torroja, Andrés Suárez, David Otero, Funambulista, India Martínez, Iván Ferreiro, Maldita Nerea, Melendi, Rozalén y Vanesa Martín.

## Acerca de la canción
El 21 de septiembre de 2016, conmemoración del día mundial del Alzheimer, en la cuenta oficial de Facebook de la agrupación se publicó un fragmento de la letra de «Estoy contigo» acompañado del siguiente mensaje: 

«En el día mundial del Alzheimer queremos contaros que hemos escrito una canción que habla de la enfermedad, porque en mayor o menor medida nos ha tocado a todos. Aquí tenéis un pedazo de la letra».

## Posiciones 2016
| País   | Posición iTunes |
| ------ | --------------- |
| España | 24              |
| Chile  | 34              |

| Posición | 38 |

## Posiciones 2017
| País      | Posición iTunes |
| --------- | --------------- |
| España    | 1               |
| Guatemala | 1               |
| Argentina | 2               |
| Chile     | 5               |
| Hungría   | 9               |
| Colombia  | 20              |
| Portugal  | 36              |
| México    | 40              |